# Brantford
Brantford é uma cidade do Canadá, província de Ontário, e parte da Regionalidade Municipal de Brant. Sua população é de 97.496 habitantes (do censo nacional de 2016). Esta localizada às margens do Rio Grand. É a cidade natal de Wayne Gretzky, lenda canadense do Hóquei no gelo.